# ICLEI – Local Governments for Sustainability
ICLEI – Local Governments for Sustainability ist ein weltweiter Verband von Städten, Gemeinden und Landkreisen für Umweltschutz und nachhaltige Entwicklung.

## Entstehung und Entwicklung
ICLEI wurde als International Council for Local Environmental Initiatives zum Abschluss des ersten Weltkongresses von Kommunen für eine nachhaltige Entwicklung im September 1990 bei den Vereinten Nationen in New York gegründet. 2003 beschloss die Mitgliederversammlung (Council) die Umbenennung in ICLEI – Local Governments for Sustainability. Der Sitz des Vereins ist Bonn, wo das Weltsekretariat im ehemaligen Kanzleigebäude der belgischen Botschaft beheimatet ist.
Das Weltsekretariat des neuen Weltstädteverbandes nahm im August 1991 zunächst in Toronto (Kanada) seine Arbeit auf, zeitgleich wurde in Freiburg im Breisgau das Europasekretariat eingerichtet. Inzwischen ist ICLEI mit zwölf Büros an zehn Standorten auf allen Kontinenten vertreten.

## Zweck, Aufgaben, Programme

### Zweck
Das mission statement ist, eine weltweite Bewegung von Kommunen aufzubauen und zu unterstützen, um durch die Gesamtheit lokaler Aktivitäten greifbare Verbesserungen der weltweiten Nachhaltigkeit – mit besonderem Blick auf die globalen Umweltbedingungen – zu erzielen.

### Funktionen
Der Verband fungiert als:
- Kommunalverband
- Städtebewegung
- Dienstleistungsagentur für Kommunen

### Programme
Programme sind:
- Lokale Agenda 21 (partizipative Nachhaltigkeitsplanung)

mit thematisch fokussierten Unterprogrammen:
Lokale Agenda für gerechte, friedliche und sichere Kommunen
Lokale Agenda für Katastrophenvorsorge
- Städte für den Klimaschutz

Kampagne mit über 800 teilnehmenden Kommunen in rund 30 Ländern
- Resilient Cities

Programm zur Anpassung von Städten an den Klimawandel
- Trinkwasser

Kommunale Kampagne, derzeit aktiv in Afrika und Australien
- Nachhaltige Beschaffung in Kommunen

Programm derzeit mit Schwerpunkt Europa
- Nachhaltigkeits- und Umweltmanagement-Instrumente

Programm mit Schwerpunkten in Europa und Ozeanien

## Verfassung und Organisation
Der Verband ist ein demokratisch verfasster Mitgliedsverband von Kommunen (Städten, Gemeinden, Kreisen, Kommunalverbänden und vergleichbaren Körperschaften).
Die Organisation hat rund 1000 Mitglieder in 70 Ländern.

### Organe
Die Organe sind:
- Rat (Council), die alle drei Jahre zusammentretende Weltmitgliederversammlung
- Vorstand (Exekutivkomitee) aus 21 gewählten und 2 ex-officio-Mitgliedern, dessen regionale Zusammensetzung die geographische Verteilung der Mitglieder widerspiegelt
- Beratungskreis (Advisory Council) aus Persönlichkeiten des internationalen öffentlichen Lebens
- Generalsekretär als Exekutiv-Organ

### Büros
- Weltsekretariat: Bonn, Deutschland

- Afrika: Regionalsekretariat in Kapstadt, Südafrika
- Europa: Regionalsekretariat in Freiburg im Breisgau, Deutschland
- Lateinamerika: Regionalsekretariat in São Paulo, Brasilien
- Nordamerika: USA-Büro in Washington, D.C., Kanada-Büro in Toronto
- Ostasien: Korea-Büro in Jeju-si, Japan-Büro in Tokio
- Ozeanien: Regionalsekretariat in Melbourne, Australien
- Südasien: Regionalsekretariat in Delhi, Indien
- Südostasien: Regionalsekretariat in Manila, Philippinen

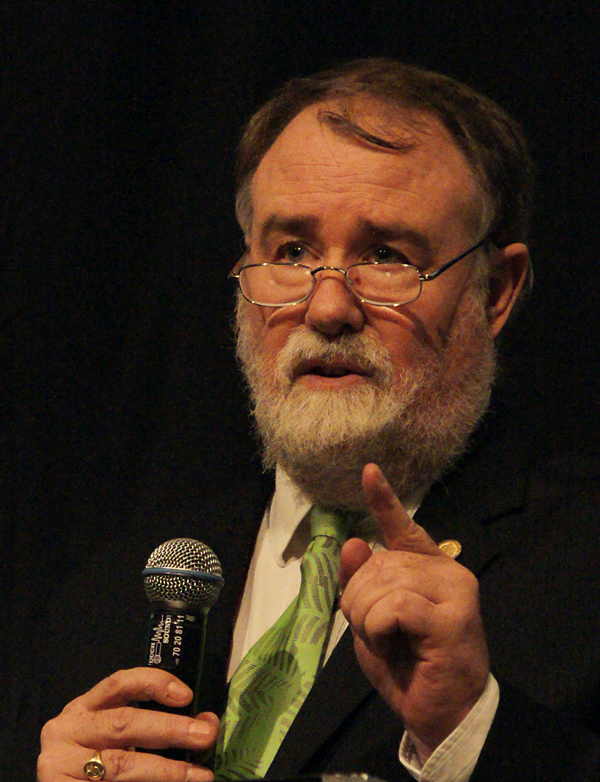
David Cadman, Präsident von ICLEI

## Präsidenten und Generalsekretäre

### Vorsitzende/Präsidenten
- 1991–1993 John Chatfield, London, Großbritannien
- 1993–1997 Peter W. Heller, Freiburg im Breisgau, Deutschland
- 1997–2000 Nicky Padayachee, Johannesburg, Südafrika
- 2000–2003 Kaarin Taipale, Helsinki, Finnland
- 2003–2006 Amos Masondo, Johannesburg, Südafrika
- 2006–2009 David Cadman, Vancouver, Kanada
- 2009–2015 David Cadman, Vancouver, Kanada
- 2015–2018 Park Won-soon, Seoul, Südkorea
- seit 2018 Ashok-Alexander Sridharan, Bonn, Deutschland

### Generalsekretäre
- 1990–2000 Jeb Brugmann, Gründer
- 2001 Sean Southey
- 2002–2012 Konrad Otto-Zimmermann
- seit 2013 Gino Van Begin

## Tätigkeit
ICLEI organisiert drei Schlüsselprojekte:

### Ecomobility Alliance
Die EcoMobility Alliance ist eine internationale Non-Profit-Partnerschaft, die zur Förderung ökologisch orientierter Mobilität beitragen und damit die Abhängigkeit der Menschen von privaten Kraftfahrzeugen weltweit verringern will. Sie wurde im Oktober 2011 in Changwon (Korea) gegründet als Folgeorganisation der Global Alliance for EcoMobility, die am 10. Dezember 2007 in Bali anlässlich der Klimakonferenz der Vereinten Nationen auf Bali (UNFCCC-COP-13) gegründet wurde. ICLEI vertritt und beherbergt das Sekretariat der Allianz mit dem Büro in Bonn. 

### EcoMobility World Festival
Das EcoMobility World Festival ist ein alle zwei Jahre stattfindendes, über einen Monat angelegtes Projekt, der von anspruchsvollen und visionären Stadtchefs initiiert wurde, um eine autofreie Lebensführung in einem Stadtviertel zu präsentieren. Die Bewohner dieses Viertels wollen der Welt zeigen, dass ein normales Leben auch ohne Abhängigkeit vom Autobesitz geführt werden kann. Sie nutzen bessere Rahmenbedingungen für Zu-Fuß-Gehen, Radfahren und öffentliche Verkehrsmittel und nutzen leichte Elektrofahrzeuge, um die sonst motorisierten Fahrten zu ersetzen.
Veranstaltungsorte waren:
- 2013: Suwon (Republik Korea)
- 2015: Johannesburg (Südafrika) [Erster über einen Monat dauernde Veranstaltung in Afrika, um ein zentrales Geschäftsviertel (Sandton) wiederzubeleben]

Das 3. EcoMobility World Festival fand vom 1. bis 31. Oktober 2017 in Kaohsiung (Taiwan) statt.

### EcoMobility World Congress
Der EcoMobility World Congress präsentiert jeweils im Rahmen des EcoMobility World Festival eine neue, visionäre und bereichernde Perspektive für nachhaltige Stadtmobilität. Die Kongresse sollen ein umfassendes internationales Wissen im Bereich der Ökomobilität vermitteln. Renommierte Transport-Experten, Wechselrichter, Entscheidungsträger, Stadtführer und Innovatoren aus der ganzen Welt präsentieren einige der weltweit besten Fallstudien; die Teilnehmer sollen in fruchtbaren Diskussionen über Mobilität für die Zukunft nachhaltiger Städte Kickstarts (Einführung) und Umsetzung entsprechend guter Politik lernen.

### Weiteres
Zusätzlich zu den oben genannten Projekten arbeitet ICLEIs EcoMobile City (Sustainable Urban Transport) Agenda auch in folgenden Bereichen:
- städtische Verkehrsleistung
- EcoLogistics ist eine Initiative, um Städte beim Austausch über städtische Transportlogistik zu unterstützen
- Gesundheit und Mobilitätsmanagement: Die Agenda arbeitet auch mit Städten, um die Auswirkungen der Automobilabhängigkeit auf die öffentliche Gesundheit im Rahmen überwiegend sitzend verbrachten Lebens, schlechter Luftqualität und Adipositas in der Kindheit hervorzuheben
- Verkehrssicherheit: Städtische Mobilität ist der Hauptgrund für Todesopfer und dauerhafte Behinderung in vielen Entwicklungsländern. Durch seine Arbeit in der Ökomobilität will ICLEI Städte dabei unterstützen, um nicht-motorisierten Verkehr und öffentlichen Verkehr zu priorisieren und bessere und sicherere Städte zu entwerfen.

## Partnerschaften
ICLEI unterhält eine Reihe von formalen Partnerschaftsabkommen, darunter mit den folgenden Organisationen:
- Umweltprogramm der Vereinten Nationen / United Nations Environment Programme (UNEP)
- Siedlungsprogramm der Vereinten Nationen / United Nations Human Settlements Programme (UN-HABITAT)
- Internationale Strategie zur Katastrophenrisikominderung der Vereinten Nationen (UNISDR)
- Renewable Energy and Energy Efficiency Partnership (REEEP)
- International Centre for Sustainable Cities (ICSC)
- International Union for Conservation of Nature (IUCN)